# Gösta Hanning
Per Gösta Hanning, född den 21 oktober 1906 i Stockholm, död den 24 november 1980 i Kalmar, var en svensk ämbetsman.
Hanning avlade juris kandidatexamen vid Stockholms högskola 1932 och genomförde tingstjänstgöring 1932–1935. Han var tillförordnad landsfogde i Kopparbergs län 1935–1936, länsnotarie där 1936–1948, sakkunnig i Inrikesdepartementet 1949–1950, länsassessor i Kalmar län 1950–1953, chef för Inrikesdepartementets landsstatsavdelning 1954–1955, landssekreterare i Kalmar län 1955–1971 samt länsråd och landshövdingens ställföreträdare 1971. Hanning blev riddare av Nordstjärneorden 1954 och kommendör av samma orden 1961.